# مجموعة الآلهة

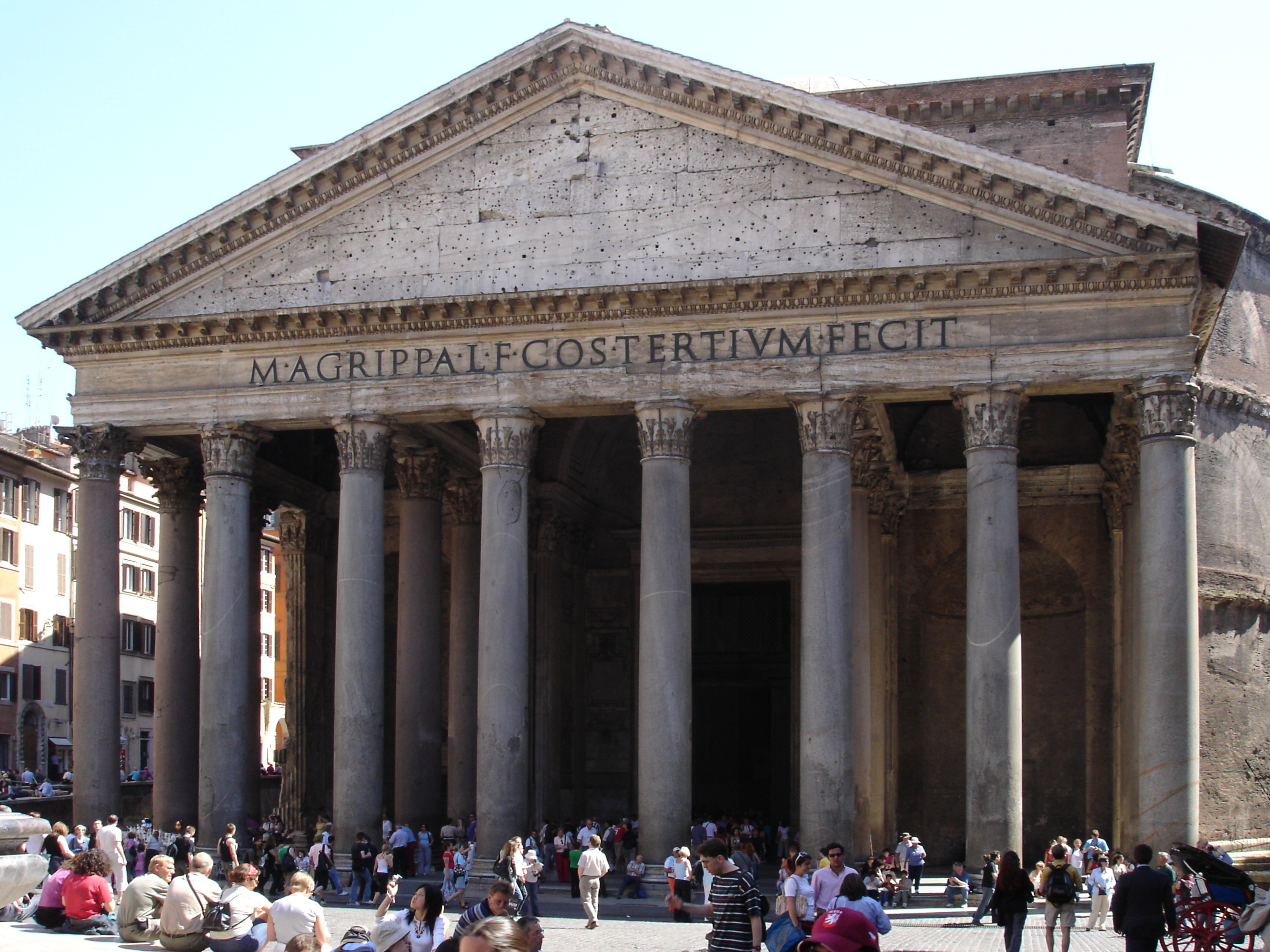

مجموعة الآلهة أو بانثيون (من اليونانية Πάνθειον تعني حرفيا معبد كل الآلهة) هي مجموعة الآلهة في ديانة أو ميثولوجيا متعددة الآلهة.